# 일어나라 일본

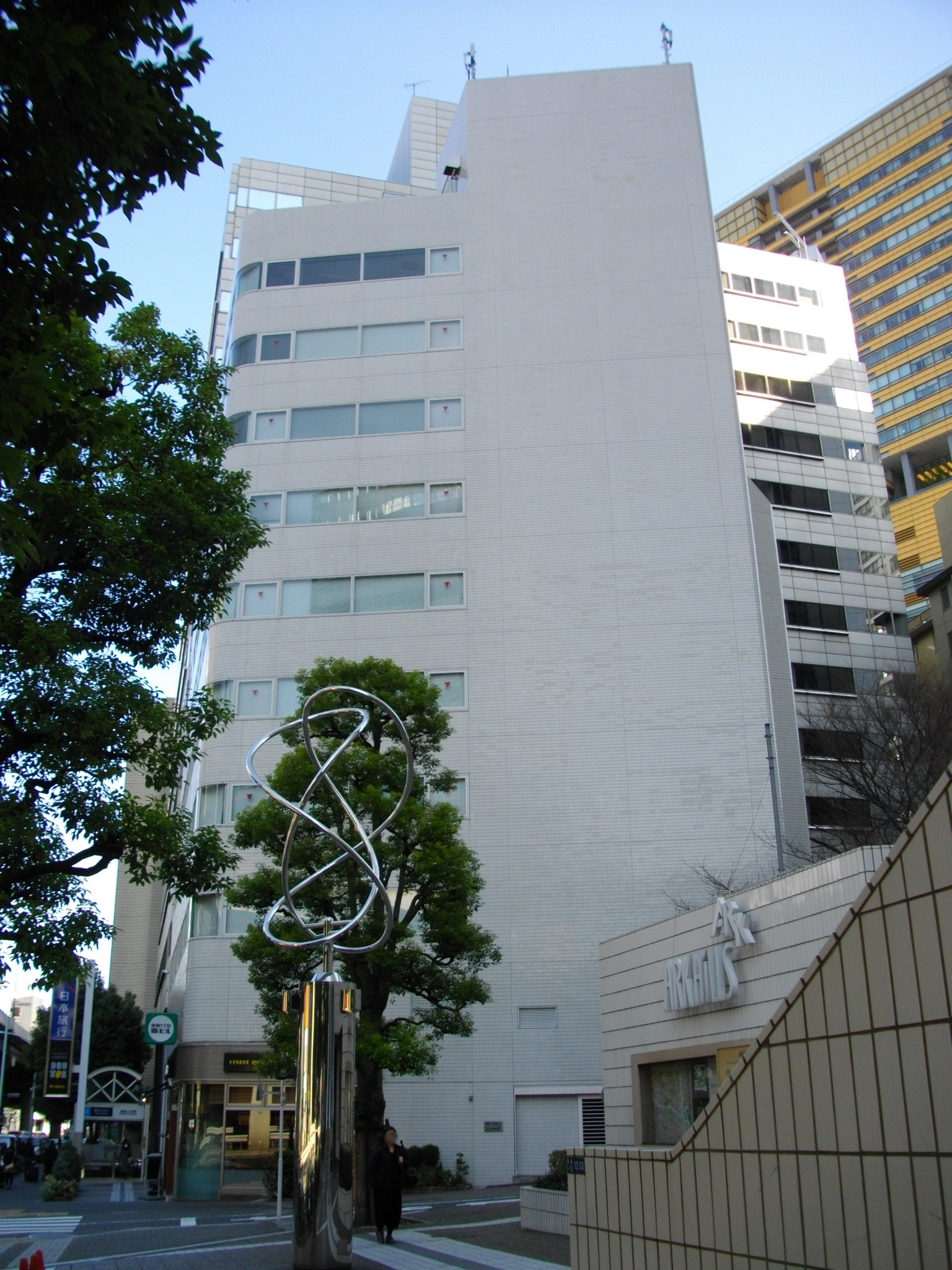

일어나라 일본(일본어: たちあがれ日本 다치아가레닛폰[*])은 자유민주당에서 탈당한 강경 보수파 의원들이 2010년 4월 10일에 창당한 일본의 민족주의 정당이다. 2012년 11월 13일에 당명을 태양당(일본어: 太陽の党)으로 바꾸었으며, 같은 달 17일에 일본유신회에 합류하여 당을 해산하였다. 하지만, 일본 정치자금규정법에 근거한 정치자금단체로서는 2012년 이후에도 존속하고 있다.
2010년 기준의 당 대표는 히라누마 다케오, 요사노 가오루이다. 창당 취지로 이 당은 ‘타도 민주당’, ‘일본 부활’, ‘정계개편’과 같은 가치를 두었다. 창당 당시, 당 발기인 이시하라 신타로(일본 도쿄도지사)와 소속 의원 5명의 평균 나이는 만 70.8세였다. 2010년 7월 11일 일본 참의원 선거에서 이 당은 당선 의석 한 석을 차지하였으며, 2012년 기준, 전체 의석 수는 3석이었다.